# Françoise Hardy
Françoise Madeleine Hardy (Parigi, 17 gennaio 1944 – Neuilly-sur-Seine, 11 giugno 2024) è stata una cantautrice, scrittrice e attrice francese.
Esordì nel mondo della musica a 18 anni, ottenendo un successo immediato. Dopo essersi prodotta per sei anni su scena, abbandonò le tournée e i concerti continuando una carriera essenzialmente discografica. Caratterizzato da melodie melanconiche, il repertorio di Françoise Hardy si declinò in gran parte sull'elaborazione dei dubbi, delle domande e dell'ansietà suscitanti in lei i tormenti delle relazioni sentimentali e della nostalgia in generale.
Parallelamente alla scrittura di canzoni, si interessò di astrologia, da lei appresa in complemento alla psicologia. Fu autrice di diversi libri, in particolare sull'astrologia; fu anche attrice, in ruoli minori o in cameo, talvolta in film di genere musicarello.

## Biografia

### 1944-1960
Al momento della sua nascita, c'era un'allerta aerea in atto, con le finestre della clinica che "esplodevano". Raccontò di essere nata in questo contesto violento con il "temperamento anormalmente ansioso" che poi sviluppò da adulta. Sua madre Madeleine Jeanne Hardy (1920-1991), proveniente da un ambiente normale, crebbe Françoise e sua sorella minore Michèle, nata diciotto mesi dopo di lei, come madre single. Suo padre Pierre Marie Etienne Dillard (1899-1981), un uomo sposato proveniente da una famiglia molto più ricca, fece poco per aiutarle finanziariamente e fu in gran parte una figura assente nella loro educazione, visitando le bambine solo un paio di volte l'anno. Madeleine Hardy crebbe le sue figlie in modo rigoroso, in un modesto appartamento in Rue d'Aumale.
Hardy ebbe un'infanzia infelice e travagliata, dedicandosi principalmente ad attività solitarie, come leggere, giocare con le bambole o ascoltare la radio. Su insistenza del padre, le ragazze frequentarono una scuola cattolica chiamata Institution La Bruyère, sotto la guida delle suore trinitarie.
Tra il 1952 e il 1960, Hardy e sua sorella furono mandate ogni estate in Austria per imparare il tedesco, incoraggiate dal nuovo amante di sua madre, un barone austriaco. Dato che suo padre suonava il piano, Hardy fu incoraggiata a ricevere lezioni di pianoforte da bambina, che abbandonò rapidamente dopo aver provato paura del palcoscenico quando avrebbe dovuto mostrare i suoi talenti sul palco della Salle Gaveau.
Françoise fu una studentessa disciplinata, saltò due anni di istruzione secondaria e conseguì il diploma di maturità nel 1960 all'età di sedici anni.

### 1961-1969
Françoise Hardy esordì nel 1962 con il singolo Tous les garçons et les filles, che interpretò il 21 settembre nel programma Le Petit Conservatoire de la chanson di Mireille Hartuch e successivamente ritrasmessa domenica 28 ottobre alla televisione francese in serata, in uno degli intermezzi musicali nel corso di una diretta elettorale di grandissimo ascolto. La canzone divenne la bandiera del disagio adolescenziale arrivando a vendere più di due milioni di copie in tutto il mondo (nella versione italiana il titolo fu adattato in Quelli della mia età e nei Paesi Bassi arrivò al quarto posto). Françoise, suo malgrado, divenne così uno dei simboli della generazione yéyé iniziando a mietere successi a 45 giri.
Nel 1963 partecipò all'Eurovision Song Contest con L'amour s'en va classificandosi al quinto posto. Nella sua carriera cantò spesso in inglese, italiano, spagnolo e tedesco. In Italia ebbe un grande successo nel 1963 con le canzoni È all'amore che penso e L'età dell'amore, che giunse prima in classifica, e con le cover delle sue canzoni francesi Quelli della mia età, che raggiunse la prima posizione per tre settimane, e L'amore va. Nel 1966 partecipò anche al Festival di Sanremo con Parlami di te cantata in coppia con Edoardo Vianello. Fra le sue canzoni vi fu poi La Maison où j'ai grandi, cover di Il ragazzo della via Gluck di Adriano Celentano.
Nel 1967 uscì la compilation Antoine & Françoise (Vogue/Jolly LPJ 5077) con 6 canzoni di Antoine (sul lato A) e 6 canzoni di Françoise (sul lato B) mentre nel 1969 uscì Il pretesto (CGD FGS 5052), versione italiana dell'album Comment te dire adieu. Nel 1970 comparve nel video musicale Il Pretesto anche un giovane Renato Balestra, noto stilista italiano, già famoso all'epoca. Nel 1967 la Hardy creò la propria casa di produzione, la "Asparagus" rinnovando il contratto con la Disques Vogue. Uscirono quindi 3 album: Ma jeunesse fout le camp... (1967), En anglais (1968, cantato in inglese) e Comment te dire adieu (1968).
In quest'ultimo album fu inserita anche la canzone Comment te dire adieu, traduzione di Serge Gainsbourg della canzone "It Hurts to Say Goodbye", che fu uno dei grandi successi del 1969; la Hardy interpretò questa canzone anche in italiano, col titolo Il pretesto (nel 1968), e in tedesco, col titolo Was mach' ich ohne dich (nel 1970).
Nel 1968, dopo un'ultima tournée in Sudafrica e a Kinshasa, la Hardy abbandonò le tournée e i concerti; da quel momento le sue apparizioni in pubblico furono sul palco di emissioni televisive e radiofoniche. Negli anni seguenti la Hardy iniziò ad appassionarsi dapprima di psicologia e poi di astrologia, pubblicando su quest'argomento alcuni libri (da sola e in collaborazione con altri autori) e partecipando ad emissioni radiofoniche.

### 1970-1988

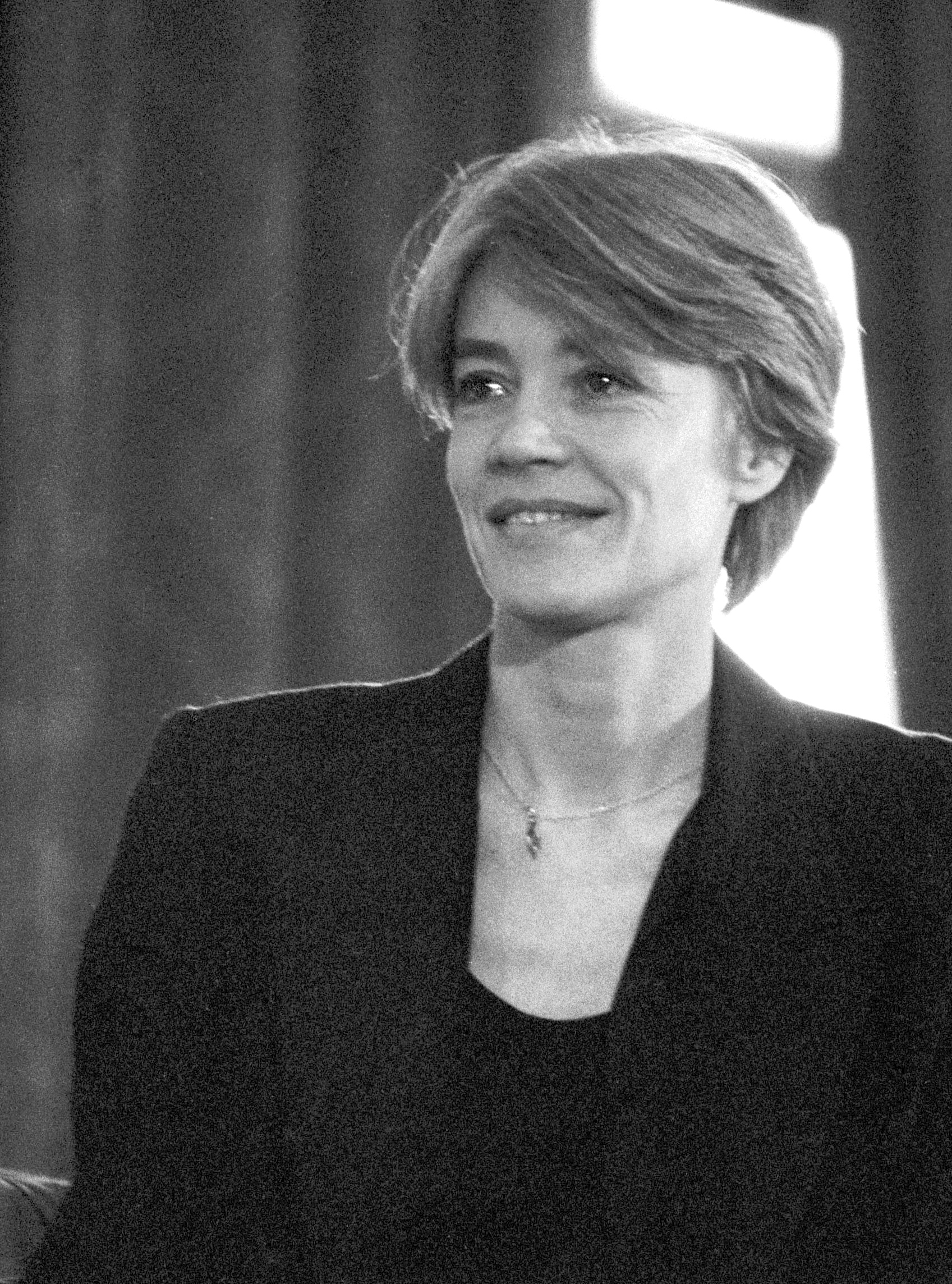
Françoise Hardy nel 1992

Nel 1970, dopo la rottura con Disques Vogue, pubblicò tre compilation in Sudafrica con la sua nuova società di produzione "Hypopotam", distribuite da World Record Co. : Françoise in German (ORC 6071), Françoise in Italian (ORC 6072) e Françoise in French (ORC 6073).
Nel 1970 con la nuova etichetta discografica Sonopresse e la "Hypopotam", la Hardy pubblicò una raccolta dal titolo Françoise e il decimo album dal titolo Soleil. L'anno seguente (1971) uscì La Question e un altro album in inglese, dal titolo If you listen (quest'ultimo prodotto da Edition Kundalini, società creata dalla Hardy), che uscì dapprima in Sudafrica e poi in Francia. Nel 1972 uscì Et si je m'en vais avant toi, sempre con Hypopotam/Sonopresse.
Nel 1973 pubblicò Message personnel, prodotto da Michel Berger, Serge Gainsbourg e Jean-Claude Vannier, con i testi scritti oltre che dalla Hardy, da Berger, Jean-Noël Dupré, Gainsbourg, Christian Ravasco e Georges Moustaki (con il quale cantò in duetto una canzone dell'album).
Nel 1974 uscì il "concept album" "Entr'acte"' mentre nel 1976 uscirono tre 45 giri contenenti la canzone Femme parmi les femmes, colonna sonora del film Chissà se lo farei ancora. Tra il 1977 e il 1980, la Hardy pubblicò tre album – Star, "Musique saoule" e Gin tonic – tutti prodotti da Gabriel Yared e pubblicati da Pathé Marconi/EMI.
Nel 1978, sull'"onda" della disco music, la Hardy pubblicò l'album "Musique saoule", scritto da Michel Jonasz su musiche di Alain Goldstein e Gabriel Yared, dalle tonalità jazz e funk; benché questi generi non fossero quelli privilegiati della Hardy, il singolo J'écoute de la musique saoule fu un successo di vendite e rimase in classifica quasi un anno.
Nel 1981 e nel 1982 uscirono rispettivamente À suivre... e Quelqu'un qui s'en va, entrambi prodotti da Gabriel Yared e pubblicati da WEA/Flarenasch. Nel 1988, dopo 26 anni di carriera musicale, la Hardy pubblicò il suo 21º album, Décalages, dichiarando che questo sarebbe stato l'ultimo della sua carriera; contemporaneamente il contratto con la Flarenasch si concluse con questo album.

### Ultimi anni

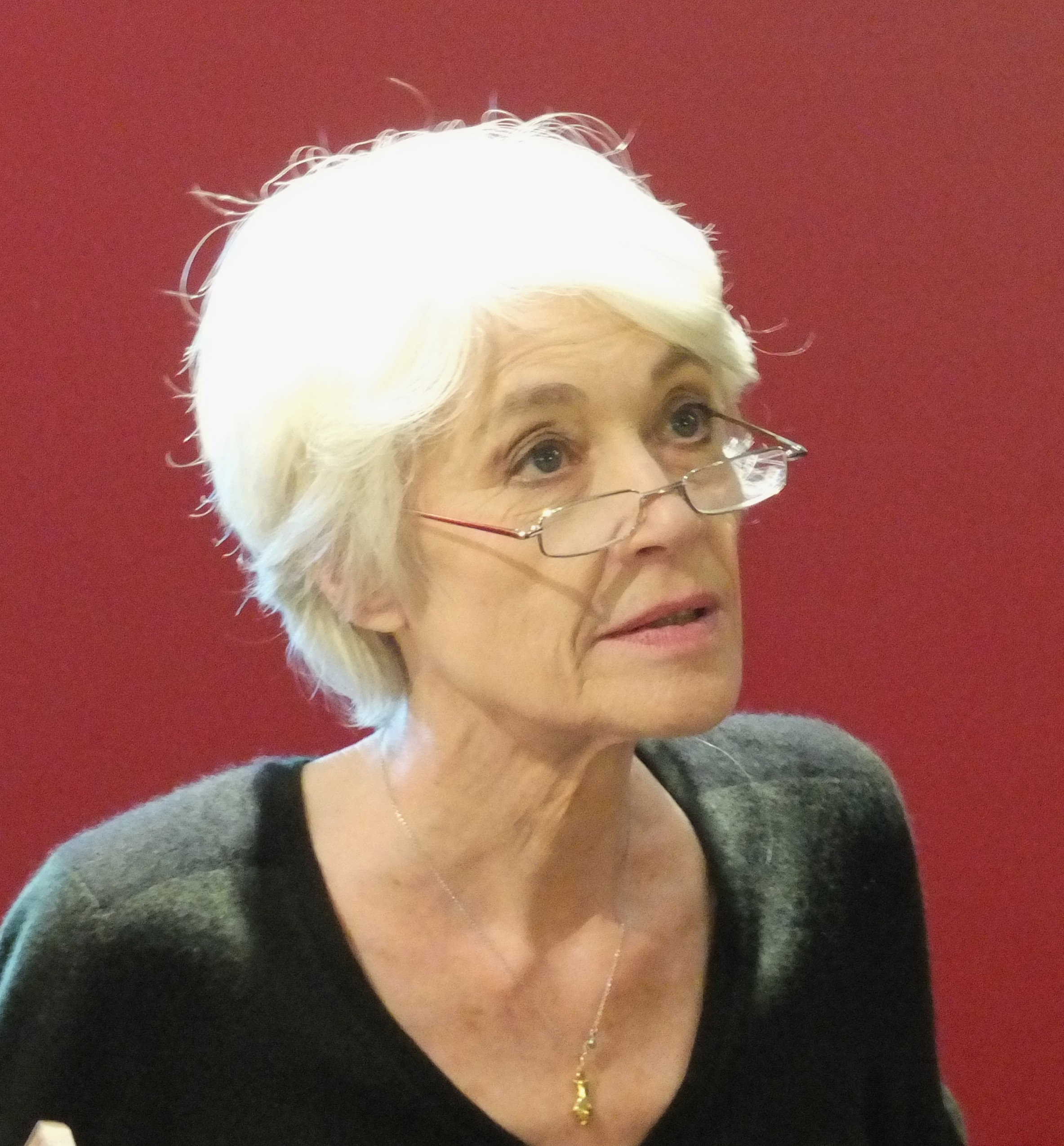
Françoise Hardy nel 2012

Nel dicembre 1994, spinta a ritornare a incidere da Fabrice Nataf e da Étienne Daho, la Hardy firmò con la Virgin Records e nell'aprile 1996, dopo 8 anni di assenza, pubblicò un nuovo album, Le Danger, prodotto da Rodolphe Burger e Alain Lubrano.
L'anno seguente (il 4 ottobre 1997), fu invitata a salire sul palco da Julien Clerc, con il quale cantò in duetto Mon ange, una canzone scritta dalla Hardy per Clerc (uscita nell'album Les Aventures à l'eau del 1987). Nel 2000, uscì Clair-obscur, che le valse il "Grand Prix" della SACEM e due nominations alle Victoires de la musique.
Nel 2004 pubblicò Tant de belles choses, grazie al quale l'anno seguente ottenne la Victoire de l'artiste interprète féminine.
Nel 2006 uscì l'album (Parenthèses...), con canzoni quasi tutte cover interpretate dalla Hardy in duetto con altri artisti: Alain Bashung, Alain Delon, Jacques Dutronc, Julio Iglesias, Ben Christophers, Alain Souchon, Rodolphe Burger, Henri Salvador, Arthur H, Maurane, Hélène Grimaud (al piano) e Benjamin Biolay.
Nell'ottobre 2008 l'artista pubblicò la sua autobiografia, Le désespoir des singes... et autres bagatelles (Éditions Robert Laffont, Paris 2008). Nel 2010 uscì l'album La Pluie sans parapluie e l'anno seguente fu nominata alle "Victoires de la musique" come "artiste interprète féminine".
Nel novembre 2012 compì 50 anni di carriera musicale, dalla pubblicazione del primo album, nel novembre 1962. Per celebrare questo anniversario uscirono in contemporanea il nuovo album studio L'Amour fou e il romanzo L'Amour fou (Éditions Albin Michel). Con questo album la Hardy ottenne due nominations alle Victoires de la musique del 2013.
Il 5 marzo 2015 uscì il saggio Avis non autorisés..., nel quale si esprisse sulla società contemporanea, sulle sue passioni e le sue opinioni, e il 3 novembre 2016 uscì Un cadeau du ciel..., dove raccontò della sua ospedalizzazione dell'anno precedente.
Il 9 febbraio 2018 fu annunciato il suo nuovo (e 28º) album: Personne d'Autre, uscito poi il 6 aprile. Il primo singolo Le Large – parole e musica di La Grande Sophie – fu reso disponibile dal 16 febbraio e il video del singolo – realizzato da François Ozon – fu pubblicato il 20 marzo su YouTube. Nell'album – prodotto da Erick Benzi – furono raccolte 11 canzoni, di cui 8 scritte dalla Hardy, più un riadattamento in francese (Dors mon ange) della canzone Sleep del gruppo finlandese Poets of the Fall; le altre tre canzoni furono scritte da Yael Naim (Your're My Home), Michel Berger (una reinterpretazione della canzone Seras-tu là ? del 1975) e da La Grande Sophie (Le Large).

### Malattia e morte
Nel gennaio 2004 le fu diagnosticato un linfoma; da allora lottò contro la malattia e nella primavera del 2015 venne ricoverata per diverse settimane in gravi condizioni (tre settimane in stato di incoscienza con otto giorni di coma).
Morì a Neuilly-sur-Seine l'11 giugno 2024 all'età di 80 anni a causa della malattia.. La notizia venne annunciata dal figlio Thomas Dutronc sui social media, con queste semplici parole: "Mamam est partie..." ("Mia mamma se ne è andata...)".
Il 20 giugno 2024 si svolse la cerimonia di addio al cimitero di Père-Lachaise.

### Vita privata
Françoise Hardy si sposò il 30 marzo 1981 a Monticello in Corsica con il cantante e attore Jacques Dutronc, con cui iniziò una relazione nel 1967. La coppia ebbe un figlio, Thomas Dutronc, nato il 16 giugno 1973. Si separarono nel 1988. Dopo la loro separazione, tuttavia, rimasero in buoni rapporti e non divorziarono, vivendo lei a Parigi e lui a Monticello con una nuova compagna dal 1997.
Suo figlio Thomas, divenuto anch'egli un noto chitarrista jazz e cantante francese, collaborò con lei in alcuni album: Clair-obscur, Tant de belles choses e Parenthèses, e con il padre Jacques nell'album Brèves Rencontres.

## Influenze e omaggi
- 1964: La Hardy venne citata in una poesia di Bob Dylan, For Françoise Hardy at the Seine's Edge, riportata sulla cover dell'LP Another Side of Bob Dylan.
- 1965: Il poeta Jacques Prévert scrisse un testo intitolato Une plante verte per il programma del secondo passaggio della Hardy all'Olympia nell'ottobre 1965.
- 1967: Lo scrittore Manuel Vázquez Montalbán scrisse una poesia intitolata Françoise Hardy.
- 1968: Lo scrittore Paul Guth le rese omaggio nel suo libro Lettre ouverte aux idoles, nel capitolo Lettre ouverte à Françoise Hardy (pagine da 51 a 63).
- 1974: La cantante giapponese Yumi Arai scrisse e registrò la canzone La mia Françoise (私のフランソワーズ?, Watashi No Françoise), una canzone in omaggio a Françoise Hardy, contenuta nell'album Misslim (ミスリム?, Misslim).
- 1995: Carla Bruni e Laurent Voulzy reinterpretarono Tous les garçons et les filles de mon âge nello spettacolo (e poi nel CD) Les Enfoirés à l'Opéra-Comique (Les Enfoirés).
- 2007: Il gruppo statunitense Shawn Lee's Ping Pong Orchestra la citò nella canzone Françoise Hardy, pubblicata nell'album Voices and Choices.
- 2008: La cantante britannica Sharleen Spiteri scrisse e registrò in omaggio la canzone Françoise, pubblicata nell'ambum Melody.
- 2009: Il cantante britannico Robbie Williams interpretò la canzone You Know Me, traduzione (reprise) in inglese della canzone della Hardy Voilà.
- Lo stile della Hardy influenzò le creazioni di Nicolas Ghesquière, ex-capostilista della Balenciaga, e oggi di Louis Vuitton; negli anni 1960, la Hardy fu un'icona della moda e dello stile, abbigliandosi con delle creazioni di André Courrèges, Emmanuelle Khanh, Paco Rabanne e Yves Saint Laurent.
- La musica della Hardy influenzò artisti francesi più giovani come Keren Ann, Benjamin Biolay, Carla Bruni, La Grande Sophie, Élodie Frégé.
- Molte canzoni della Hardy vennero nel corso degli anni reinterpretate (in francese o tradotte in altre lingue) da decine di artisti francesi e internazionali.

## Discografia

### Album in studio
- 1962 – Tous les garçons et les filles – Disques Vogue (LD 600-30)
- 1963 – Françoise Hardy canta per voi in italiano – Disques Vogue (LPJ 5034)
- 1963 – Le Premier Bonheur du jour – Disques Vogue (FH 1)
- 1964 – Mon amie la rose – Disques Vogue (FH 2)
- 1965 – In Deutschland – Bellaphon/Disques Vogue (BWS 368)
- 1965 – L'Amitié – Disques Vogue (FH 3)
- 1966 – Françoise Hardy Sings in English * – Disques Vogue (CLD 699-30)
- 1966 – La Maison où j'ai grandi – Disques Vogue (CLD 702-30)
- 1967 – Ma jeunesse fout le camp... – Production Asparagus/Disques Vogue (CLD 720)
- 1968 – En anglais * – Production Asparagus/Disques Vogue (CLD 729)
- 1968 – Comment te dire adieu – Production Asparagus/Disques Vogue (CLD 728)
- 1969 – One-Nine-Seven-Zero – Production Asparagus/United Artists Records (UAS 29046)
- 1970 – Soleil – Production Hypopotam/Sonopresse (HY 39.902)
- 1970 – Träume – Production Hypopotam/Philips (6305 008)
- 1971 – La Question – Production Hypopotam/Sonopresse (HY 30.902)
- 1971 – If You Listen * - Editions Kundalini (KUN 65057)
- 1972 – Et si je m'en vais avant toi – Production Hypopotam/Sonopresse (HY 30903)
- 1973 – Message personnel – WEA/Warner Bros. Records (56 019)
- 1974 – "Entr'acte" – WEA/Warner Bros. Records (56 091)
- 1977 – Star – Pathé Marconi/EMI (2C 066-14.426)
- 1978 – Musique saoule – Pathé Marconi/EMI (2C 070-14697)
- 1980 – Gin Tonic – Pathé Marconi/EMI (2 C 070-14869 | PM 261)
- 1981 – À suivre... – WEA/Flarenasch (723 623 – WE 351)
- 1982 – Quelqu'un qui s'en va – WEA/Flarenasch (723.643)
- 1988 – Décalages – WEA/Flarenasch (WE 690 391-723 690)
- 1996 – Le Danger – Virgin (8 416622 9 7243 8 416622 9)
- 2000 – Clair-obscur – Virgin France (8 492032 6 7243 8 492032 6)
- 2004 – Tant de belles choses – Virgin Music/EMI (7 39742 3 24386 39742 3)
- 2006 – Parenthèses – Virgin Music/EMI Music France (94635 04022 7 0 94635 04022 7)
- 2010 – La Pluie sans parapluie – Virgin Music/EMI Music France (5 764322 099962 764322)
- 2012 – L'Amour fou – Virgin Music/EMI Music France (5 278726 099997 278726)
- 2018 – Personne d'autre – Parlophone/Warner Music France (...)

### Raccolte
- 1965 – Le Palmarès Françoise Hardy – 1 LP Compilation, Disques Vogue (CLVLX 83 30)
- 1969 – International Stars – 1 LP Compilation, Disques Vogue (CLVLX 336)
- 1970 – Françoise – 1 LP Compilation, Production Hypopotam/Sonopresse (HY 30.901)
- 1970 – Les Grands Succès de Françoise Hardy – 1 LP Compilation, Disques Vogue (SLD. 761)
- 1977 – Le Double Disque d'Or de Francoise Hardy – 2 LP Compilation, Disques Vogue (LDA. 16012)
- 1983 – Les Grands Succès de Françoise Hardy – 1 CD Compilation, Disques Vogue (VG-651-600006)
- 1997 – Françoise Hardy – 1 CD Compilation, Disques Vogue (74321460902)
- 2001 – L'Essentiel – 1 CD Compilation, EMI (533104 2 7243 533104 2)
- 2001 – L'Essentiel – 1 CD Compilation, Disques Vogue (321 844 872 74 321 844 872)
- 2003 – Messages Personnels – 1 CD Compilation, Virgin (834852 1 72435 834852 1)
- 2004 – L'Essentiel – 1 CD Compilation, Capitol/Parlophone
- 2005 – Le temps des souvenirs – 2 CD Compilation, Virgin/EMI (3361 322 5 00946 3361 322 5)
- 2007 – 100 Chansons – 5 CD Compilation, EMI/Sony Music (5026472 8 50999 5026472 8)
- 2017 – The Real... Françoise Hardy (The Ultimate Collection) – 3 CD Compilation, Legacy/Sony Music (889853074822)

### Videografia
- 2005 – Le temps des souvenirs – DVD Video, Virgin Music/EMI
- 2010 – Noir sur blanc – DVD Video, Virgin Music/EMI –  Regno Unito
- 2013 – Message personnel (40e anniversaire) – contiene un DVD Video, Warner Music France/Rhino/WEA Music

### Singoli
- 1963 – L'età dell'amore/È all'amore che penso/Quelli della mia età/Ci stò – Disques Vogue (EPG 2045)
- 1963 – Ci stò/Quelli della mia età – Disques Vogue (J 35029) – versioni italiane di J'suis d'accord e Tous les garçons et les filles
- 1963 – L'età dell'amore/È all'amore che penso – Disques Vogue (J 35035) – versioni italiane di Le Temps de l'amour e C'est à l'amour auquel je pense
- 1963 – L'amore va/Il tuo migliore amico – Disques Vogue (J 35041) – versioni italiane di L'amour s'en va e Ton meilleur ami
- 1963 – Vorrei capirti/Il saluto del mattino – Disques Vogue (J 35043) – versioni italiane di Saurai-je ? e Le premier bonheur du jour
- 1964 – La tua mano/Vorrei essere lei – Disques Vogue (J 35055) – la seconda è la versione italiana di J'aurais voulu
- 1965 – Devi ritornare/La notte sulla città – Disques Vogue (J 35067) – versioni italiane di Only You Can Do It e La Nuit est sur la ville
- 1966 – Parlami di te/Nel mondo intero – Disques Vogue (J 35087) – la seconda è la versione italiana di Dans le monde entier
- 1966 – Non svegliarmi mai/Ci sono cose più grandi – Disques Vogue (J 35099) – la prima è la versione italiana di Non, ce n’est pas un rêve
- 1966 – La maison où j'ai grandi/Il est des choses – Disques Vogue (J 35104) – versioni francesi di Il ragazzo della via Gluck e Ci sono cose più grandi
- 1967 – Gli altri/I sentimenti – Disques Vogue (J 35137) – versioni italiane di Voilà e Et même
- 1968 – La bilancia dell'amore/Io conosco la vita – CGD (N 9697) – versioni italiane di Tiny Goddess e La fin de l'été
- 1969 – Il pretesto/Se e ma – CGD (N 9711) – versioni italiane di It Hurts to Say Goodbye e Aves des si
- 1969 – Stivali di vernice blu/L'ora blu – CGD (N 9748) – versioni italiane di Des bottes rouges de Russie e L'heure bleue
- 1970 – Lungo il mare/Il mare, le stelle, il vento – CGD (N 9783) – la seconda è la versione italiana di La Mer, les étoiles et le vent
- 1970 – Sole ti amo/Il granchio – CGD (N 9821) – versioni italiane di Sunshine e Le crabe

## Filmografia

### Attrice

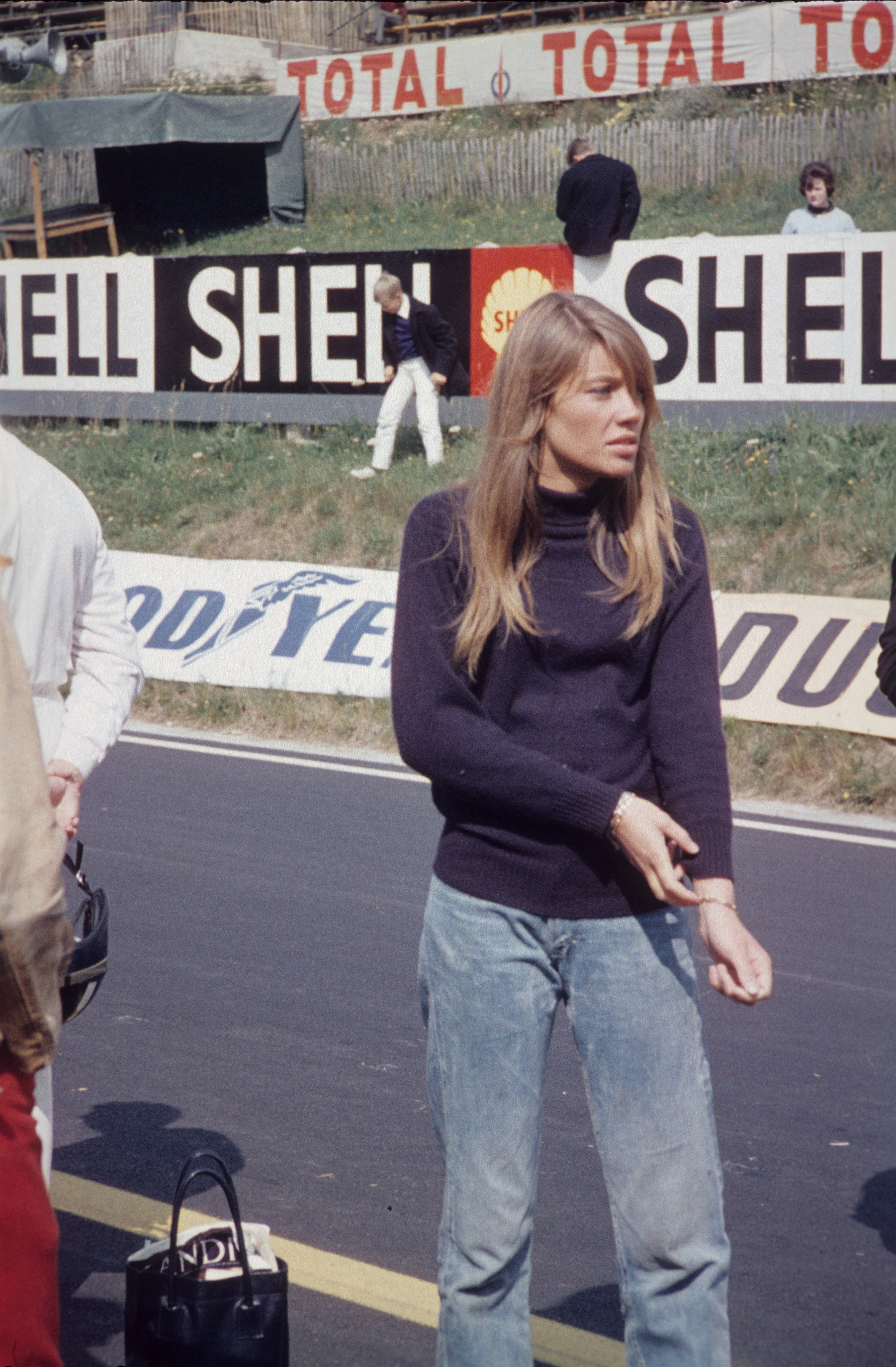
Françoise Hardy nel 1966 sul set del film Grand Prix

#### Cinema
- Il castello in Svezia (Château en Suède), regia di Roger Vadim (1963)
- Ciao Pussycat (What's New Pussycat), regia di Clive Donner (1965)
- Altissima pressione, regia di Enzo Trapani (1965)
- Resa dei conti per un pezzo da 90 (Une balle au cœur), regia di Jean-Daniel Pollet (1966)
- Il maschio e la femmina (Masculin féminin), regia di Jean-Luc Godard (1966) - non accreditata
- Per un pugno di canzoni, regia di José Luis Merino (1966)
- Grand Prix, regia di John Frankenheimer (1966)
- Les Colombes, regia di Jean-Claude Lord (1972)

#### Televisione
- Snip, snap, snude - en omvendt historie, regia di Marianne Drewes e Bent Fabricius-Bjerre - film TV (1964)
- L'homme qui venait du Cher, regia di Pierre Desfons - film TV (1969)
- Numéro un - serie TV, episodio 2x20 (1976)
- Émilie jolie, regia di Jean-Christophe Averty - film TV (1980)

#### Sé stessa
- 1964 – I ragazzi dell'Hully Gully (cameo)
- 1965 – Questo pazzo, pazzo mondo della canzone (cameo)
- 1966 – Grand Prix: Challenge of the Champions (sé stessa)
- 1968 – Monte Carlo: C'est La Rose (sé stessa)
- 1968 – Udo-Jürgens-Show (sé stessa)
- 1968 – Françoise et Udo (sé stessa)
- 1969 – Show Pänggggg - oder: Gäste zum Fernsehen (sé stessa)
- 1976 – Chissà se lo farei ancora (cameo)
- 1982 – Jacques Dutronc, la nuit d'un rêveur (sé stessa)
- 1996 – Francoise Hardy: Un Peu D'eau (corto, sé stessa)
- 1998 – Irrésistiblement... Sylvie (sé stessa)
- 2003 – Le invasioni barbariche (sé stessa, immagini d'archivio)
- 2004 – Se devo essere sincera (sé stessa, immagini d'archivio)
- 2005 – Françoise Hardy - Tant de belles choses (sé stessa)
- 2008 – Françoise Hardy, des choses de la vie (sé stessa)
- 2009 – Somebody Told Me About Carla Bruni (sé stessa)
- 2013 – Françoise Hardy et Jacques Dutronc, les inséparables (sé stessa, e immagini d'archivio)
- 2016 – Françoise Hardy, la discrète (sé stessa, e immagini d'archivio)[10]
- 2017 – Birkin, Hardy, Sanson, une vie à aimer (sé stessa, e immagini d'archivio)

#### Colonne sonore
Françoise Hardy non realizzò alcuna colonna sonora di film, tuttavia molte sue canzoni furono usate in film e/o inserite nella colonna sonora del film:
- 1976 – Chissà se lo farei ancora di Claude Lelouch, la canzone Femme parmi les femmes.
- 1996 – Camping Cosmos di Jan Bucquoy, la canzone Tous les garçons et les filles.
- 1997 – Metroland di Philip Saville, la canzone Tous les garçons et les filles.
- 1999 – Sciampiste & Co. di Tonie Marshall, la canzone Le premier bonheur du jour.
- 2000 – Gocce d'acqua su pietre roventi di François Ozon, la canzone Träume, è citata nei "ringraziamenti".
- 2000 – Some Voices di Simon Cellan Jones, la canzone Il ragazzo della via Gluck / La maison où j'ai grandi.
- 2002 – 8 donne e un mistero di François Ozon, le canzoni Message personnel e Il n'y a pas d'amour heureux (di Louis Aragon e Georges Brassens).
- 2003 – Ricordati di me di  Gabriele Muccino, la canzone Des ronds dans l'eau.
- 2003 – Le invasioni barbariche di Denys Arcand, la canzone L'amitié, la Hardy viene indicata come un'icona sessuale degli anni sessanta, è citata nei "ringraziamenti".
- 2003 – The Dreamers - I sognatori, la canzone Tous les garçons et les filles.
- 2003 – The Statement - La sentenza, le canzoni Tous les garçons et les filles e Le premier bonheur du jour.
- 2004 – Se devo essere sincera, un elemento caratteristico del film è la presenza di vari brani di Françoise Hardy nella colonna sonora, in particolare vi sono: Ce petit cœur, La bilancia dell'amore (Je ne sais pas ce que je veux), Gli altri (Voilà), Tous les garçons et les filles, Comment te dire adieu ?, I sentimenti (Et même).
- 2009 – I Love Radio Rock di Richard Curtis, la canzone All Over the World.
- 2010 – Adorabili amiche di Benoît Pétré, la canzone Tous les garçons et les filles.
- 2012 – Moonrise Kingdom - Una fuga d'amore di Wes Anderson, la canzone Le temps de l'amour.
- 2012 – Killer in viaggio di Ben Wheatley, la canzone Amours Toujours, Tendresse, Caresses.
- 2012 – Rezeta di Fernando Frias, la canzone If we are only friends.
- 2013 – Giovane e bella, la storia si sviluppa in quattro capitoli, a loro volta corrispondenti alle quattro stagioni e scanditi da quattro canzoni di Françoise Hardy: L'amour d'un garçon (1963), A quoi ça sert (1968), Première rencontre (1973) e Je suis moi (1974).
- 2014 – Le Beau Monde di Julie Lopes-Curval, la canzone Même sous la pluie apre e chiude il film.
- 2014 – Sesso, amore e terapia di Tonie Marshall, la canzone Message Personnel.
- 2016 – Absolutely Fabulous: The Movie di Mandie Fletcher, la canzone (Il est) Tout pour Moi.
- 2018 – Rimetti a noi i nostri debiti di Antonio Morabito, la canzone Träume ricorre più volte durante il film.
- 2021 – Vortex di  Gaspar Noé, la canzone Mon amie la rose ha una sua centralità nei primi minuti della pellicola.

### Scrittrice
Françose Hardy scrisse numerosi libri: autobiografie (Je chante donc je suis, Notes secrètes, Le Désespoir des singes), romanzi (L'amour fou), saggi (Avis non autorisés, Un cadeau du ciel) e trattati sull'astrologia (Le grand livre de la Vierge, L'Astrologie universelle, Entre les lignes entre les signes, Les rythmes du zodiaque).

### Fotoromanzi
- 1966 – Parlami di te, in italiano, nel settimanale Sogno, dal nº 9 giovedì 24 febbraio 1966 al nº 20 del giovedì 12 maggio 1966, con Françoise Hardy e Edoardo Vianello, foto di Carlo De Marchi, Regia di Giuliano Lonati.
- 1968 – Françoise or not Françoise, in francese, 6 pagine nel mensile Salut les copains, nº 74 dell'ottobre 1968.

## Premi e distinzioni

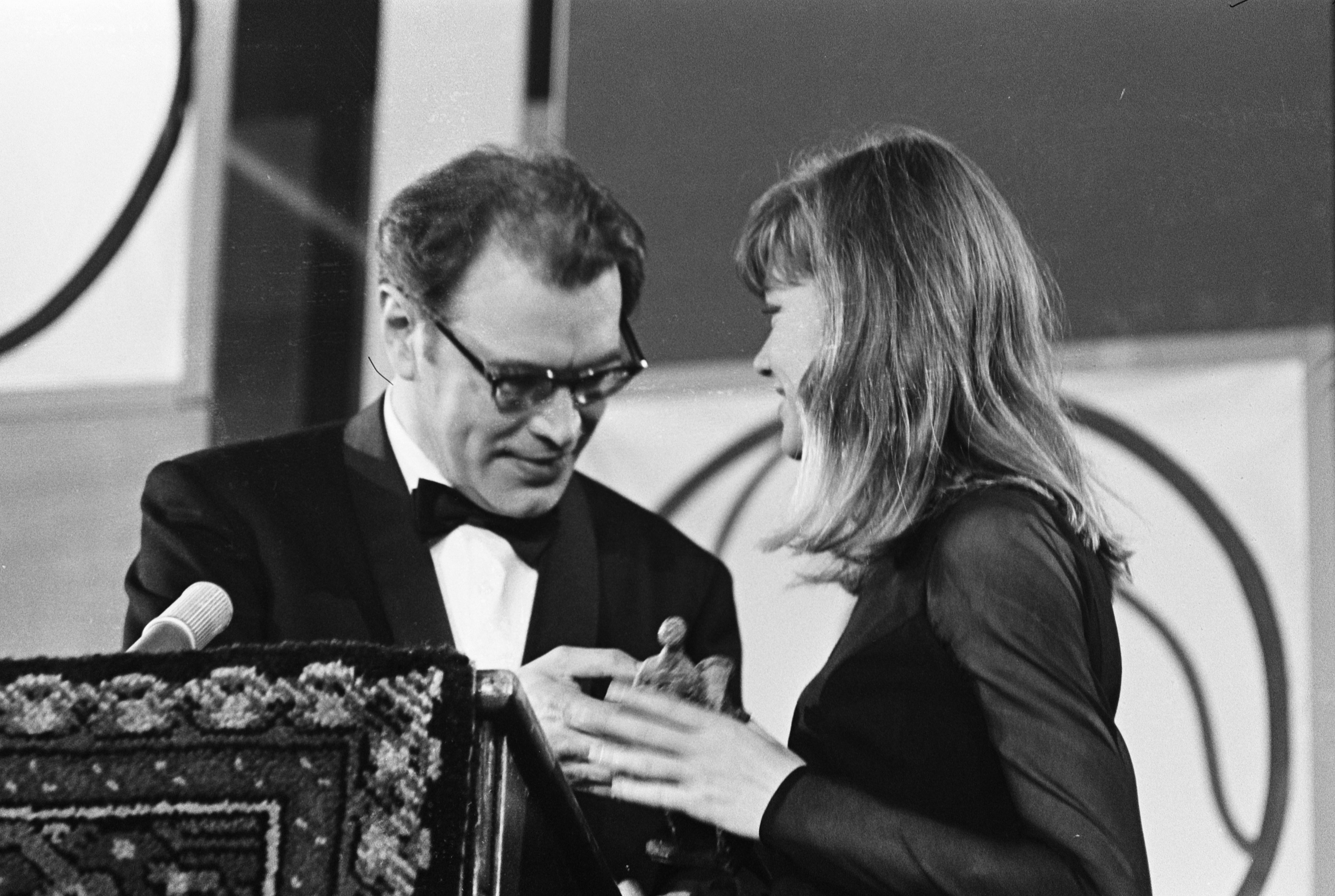
Françoise Hardy mentre riceve l'Edison Award, dalle mani dello scrittore Godfried Bomans, il 12 ottobre 1963

- 1963: "Grand Prix du Disque" dell'Académie Charles-Cros e "Trophée de la télévision" il suo primo album.
- 12 ottobre 1963: "Edison Award" alla migliore registrazione dell'anno nella categoria «Jeunesse», consegnato dallo scrittore Godfried Bomans, durante il "Grand Gala du Disque" al Kurhaus di Scheveningen.
- 28 agosto 1965: "Diapason d'argento" al Premio Diapason per la musica; evento musicale organizzato all'ippodromo Breda di Padova.
- marzo 1966: "Otto d'argento", trofeo attribuito alla seconda cantante più popolare eletta dai lettori della rivista tedesca "BRAVO".
- luglio 1967: Nastro d'onore della canzone francese.
- 6 ottobre 1968: "Prêmio Galo de Ouro", al III Festival Internacional da Canção Popular a Rio de Janeiro, per la canzone À quoi ça sert ?, composta e interpretata da Françoise Hardy, accompagnata dall'orchestra di André Popp.
- 1982: "Prix Diamant de la chanson française" per l'album Quelqu'un qui s'en va.
- 2 febbraio 1991: Victoire de la musique de la chanson dell'anno: Fais-moi une place di Julien Clerc, parole di Françoise Hardy e musica Julien Clerc.
- 7 dicembre 2000: "Grand Prix" della SACEM per l'album Clair-obscur.
- 17 febbraio 2001: nominata due volte alle "Victoires de la musique", come "artiste interprète féminine" (album Clair-obscur) e come "video-clip" Puisque vous partez en voyage.
- 5 febbraio 2005: "Victoire de l'artiste interprète féminine" dell'anno per l'album Tant de belles choses.
- 2006: Grande médaille de la chanson française, dell'Académie française.
- 2010: «Hardy (Françoise), chanteuse et auteure-compositrice», è una delle nuove 50 personalità inserite nell'edizione 2011 de Le petit Larousse illustré.
- 1º marzo 2011: nominata alle "Victoires de la musique", come "artiste interprète féminine" per l'album La Pluie sans parapluie.
- 8 febbraio 2013: nominata due volte alle "Victoires de la musique", come "artiste interprète féminine" e "album de chansons" per l'album L'Amour fou.

## Opere letterarie
- (FR) Françoise Hardy, Je chante, donc je suis, une autobiographie de Françoise Hardy, recueillie par Claude Dufresne, a cura di Claude Dufresne, Parigi, Union générale d'éditions, 1964, bnf:33038325 .
- (FR) Béatrice Guénin e Françoise Hardy, Le grand livre de la Vierge, Parigi, Tchou, 1979, ISBN 2-7107-0205-3, bnf:34643756 .
- (FR) Françoise Hardy, L'Astrologie universelle, Parigi, Albin Michel, 1986, ISBN 2-226-02806-4, bnf:34902047 .
- (FR) Françoise Hardy e Anne-Marie Simond, Entre les lignes, entre les signes, Parigi, J'ai lu, 1988, ISBN 2-277-22312-3, bnf:34925010 .
- (FR) Françoise Hardy e Éric Dumont, Notes secrètes: entretiens avec Éric Dumont, Parigi, Albin Michel, 1991, ISBN 2-226-05144-9, bnf:35484225 .
- (FR) Françoise Hardy, Les rythmes du zodiaque, Parigi, le Cherche Midi, 2003, ISBN 2-74910-101-8, bnf:38990911 .
- (FR) Françoise Hardy, Le désespoir des singes: et autres bagatelles, Parigi, Robert Laffon, 2008, ISBN 978-2-221-11163-5, SBN TO01740306, bnf:41370551 .
- (FR) Françoise Hardy, L'amour fou, Parigi, Albin Michel, 2012, ISBN 978-2-226-24431-4, bnf:42789330 .
- Françoise Hardy, L'amore folle, traduzione di Antonella Conti, Firenze, Edizioni Clichy, 2013, ISBN 978-88-6799-021-4, SBN RMS2590358.
- (FR) Françoise Hardy, Avis non autorisés, Parigi, Équateurs, 2015, ISBN 978-2-84990-396-4, bnf:44360789 .
- (FR) Françoise Hardy, Un cadeau du ciel, Parigi, Équateurs, 2016, ISBN 978-2-84990-477-0, bnf:45176831 .